# Hey Joe/Radio Ethiopia
Hey Joe / Radio Ethiopia è un EP di Patti Smith, pubblicato nel 1977 per la Arista Records.

## Tracce

### Lato Uno
1. "Hey Joe" (Patti Smith, Billy Roberts) – 5:05

### Lato Due
1. "Radio Ethiopia" (Smith, Lenny Kaye) – 15:40

- - Registrato dal vivo al CBGB, il 5 giugno del 1977 a New York

## Formazione
Band
- Patti Smith – voce, chitarra
- Lenny Kaye – chitarra
- Jay Dee Daugherty – batteria
- Ivan Kral – basso
- Richard Sohl – pianoforte, organo

Componenti Aggiuntivi
- Allen Lanier – missaggio
- Tom Verlaine – chitarra in "Hey Joe"
- Dave Palmer – ingegnere del suono